# Huanglong
Huanglong (kineski: 黃龍, pinyin: Huánglóng, što znači "Žuti zmaj") u županiji Songpan (kineska pokrajina Sečuan), je krajolik koji se proteže južnim dijelom gorja Minshan, kuda rijeka Fujiang prolazi kroz klanac Danyun, 150 km sjeverozapadno od glavnog grada pokrajine, Chengdua. Ovo slikovito područje je najpoznatije po šarenim bazenima Huanglonggoua („Jaruga žutog zmaja”) koji su nastali naslagama kalcita, ali i po raznolikom šumskom ekosustavu, sniježnim vrhovima, kao što je Xuebaoding („Sniježni planinski vrh”) koji je najistočniji sniježni vrh u Kini; te slapovima i termalnim izvorima. Zbog toga je 60.000 ha Huanglonga upisano na UNESCO-ov popis mjesta svjetske baštine u Aziji 1992. godine.
Tijekom tisućljetne geološke evolucije ovog područja, Huanglong se sastoji od mnogih geoloških formacija koji čine jedinstven krajolik. Pomjeranjem ledenjaka, djelovanjem voda i klimatskim uvjetima (kao što je arktičko-alpsko osvijetljenje), površina od ugljikova kiselog kamenja i tufa stvorila je jedinstven krajolik vapnenačkog travertina (lehnjak). Njegove naslage su stvorile fantastične terasaste bazene, u duljini od 3,6 km i širini od 30 do 170 m, koje izgledaju poput golemog zlatnog zmaja koji se prostire između sniježnih vrhova planine. Najznamenitiji njihov dio su šareni bazeni (žuti, zeleni, plavi i smeđi tonovi su nastali djelovanjem bakterija i algi), travertinski plićaci, kao što su Liujinshan ("Pocakljeni zlatni vjetar") i Jinshatan ("Zlatna pješčana plaža"), te slapovi i špilje. Glavni priliv vode dolazi od drevnog budističkog hrama Benbo na vrhu doline, a završava kod špiljskog slapa Xishen na sjeveru.
Jaruga Mouni se sastoji od dvije jaruge, Zhaga i Erdaohai, gdje se nalaze dva najznačajnija termalna izvora: FeicuiKuang-quan i Zhuzhuhu. Vode oba izvora imaju veliku koncentraciju minerala i jako su cijenjena u kineskoj medicini. Tu se nalazi i nekoliko atraktivnih jezera i slap Zhaga.
Huanglong se nalazi na prijelaznom području istočnih vlažnih šuma (tropsko područje sjeverne polutke) u planinske šume četinjača visoravni Qing-Zang (istočnoazijsko himalajsko područje). Tako na visinama od 1700 do 2300 metara se nalazi pojas mješovite šume kojim dominira kineski kukut, kineska zmajeva smreka i tri vrste javora. od 2300 do 3600 metara je pojas šuma četinjača i podalpskog bilja, kojim dominira smreka, jela, ariš i breza. Od 3600 do 4200 m je pojas alpskih travnatih livada i grmova, a iznad je vegetacija rjeđa i uglavnom grmovita, dok je iznad 4800 m uglavnom vječiti snijeg i led.
Također, ovo područje je dom za mnoge ugrožene životinje kao što su velika panda, zlatni prćastonosni majmun, azijski mrki medvjed, leopard, manul, patuljasti panda, sečuanski takin, goral, argali i tri vrste jelena. 
- Kalcitne terase hrama Benbo
- Drveće u bazenima Huanglonggoua
- Paviljon kod travertinskih stijena
- Jezera Zhaga
- Slap Zhaga

## Poveznice
- Pamukkale (Turska)

## Vanjske poveznice
- Panografije Huanglonga na patrimonuium-mundi.org
- Video Huanglonga (2:45) na službenim stranicama UNESCO-a (engl.)